# Home Again (René Froger)
Home Again is het elfde studioalbum van de Nederlandse zanger René Froger.

## Geschiedenis
Home Again werd uitgebracht in januari 1998. Het album werd vrij snel na verschijnen bekroond met een gouden plaat en niet veel later met platina voor de verkoop van 100.000 exemplaren.
Van het album werden drie singles uitgebracht: Never Fall in Love, I Who Have Nothing en Gone Are the Days. Ook bevat het album een duet met de Amerikaanse actrice Bobbie Eakes.
De titel Home Again komt van het liedje I'm Coming Home Again. Het album stond twee weken op de eerste plaats in de Nederlandse albumlijsten.

## Tracklist
1. Ouverture: Home Again
2. If I Don't Have You
3. Never Fall in Love
4. Are You Made in Heaven
5. I'm Not Supposed to Love You Anymore
6. I Will Show You Mine (feat. Wild Orchid)
7. I Honestly Love You
8. Gone Are the Days (The Sequel)
9. How Do I Live (duet met Bobbie Eakes)
10. Lonely Too Long
11. For the First Time
12. I Who Have Nothing
13. The Greatest Love We'll Never Know
14. When Can I See You Again
15. The End of Everythin
16. Reprise: The End

## Hitnoteringen

### Home Again (album) (NL)
| Hitnotering: 24-01-1998 t/m 13-06-1998 | Hitnotering: 24-01-1998 t/m 13-06-1998 | Hitnotering: 24-01-1998 t/m 13-06-1998 | Hitnotering: 24-01-1998 t/m 13-06-1998 | Hitnotering: 24-01-1998 t/m 13-06-1998 | Hitnotering: 24-01-1998 t/m 13-06-1998 | Hitnotering: 24-01-1998 t/m 13-06-1998 | Hitnotering: 24-01-1998 t/m 13-06-1998 | Hitnotering: 24-01-1998 t/m 13-06-1998 | Hitnotering: 24-01-1998 t/m 13-06-1998 | Hitnotering: 24-01-1998 t/m 13-06-1998 | Hitnotering: 24-01-1998 t/m 13-06-1998 | Hitnotering: 24-01-1998 t/m 13-06-1998 | Hitnotering: 24-01-1998 t/m 13-06-1998 | Hitnotering: 24-01-1998 t/m 13-06-1998 | Hitnotering: 24-01-1998 t/m 13-06-1998 | Hitnotering: 24-01-1998 t/m 13-06-1998 | Hitnotering: 24-01-1998 t/m 13-06-1998 | Hitnotering: 24-01-1998 t/m 13-06-1998 | Hitnotering: 24-01-1998 t/m 13-06-1998 | Hitnotering: 24-01-1998 t/m 13-06-1998 | Hitnotering: 24-01-1998 t/m 13-06-1998 | Hitnotering: 24-01-1998 t/m 13-06-1998 |
| Week:                                  | 1                                      | 2                                      | 3                                      | 4                                      | 5                                      | 6                                      | 7                                      | 8                                      | 9                                      | 10                                     | 11                                     | 12                                     | 13                                     | 14                                     | 15                                     | 16                                     | 17                                     | 18                                     | 19                                     | 20                                     | 21                                     |                                        |
| -------------------------------------- | -------------------------------------- | -------------------------------------- | -------------------------------------- | -------------------------------------- | -------------------------------------- | -------------------------------------- | -------------------------------------- | -------------------------------------- | -------------------------------------- | -------------------------------------- | -------------------------------------- | -------------------------------------- | -------------------------------------- | -------------------------------------- | -------------------------------------- | -------------------------------------- | -------------------------------------- | -------------------------------------- | -------------------------------------- | -------------------------------------- | -------------------------------------- | -------------------------------------- |
| Positie:                               | 1                                      | 1                                      | 2                                      | 5                                      | 8                                      | 9                                      | 15                                     | 18                                     | 19                                     | 20                                     | 23                                     | 26                                     | 32                                     | 38                                     | 40                                     | 56                                     | 59                                     | 63                                     | 67                                     | 79                                     | 91                                     | uit                                    |

### Never Fall in Love (single)
| Hitnotering: 13-12-1997 t/m 14-02-1998 | Hitnotering: 13-12-1997 t/m 14-02-1998 | Hitnotering: 13-12-1997 t/m 14-02-1998 | Hitnotering: 13-12-1997 t/m 14-02-1998 | Hitnotering: 13-12-1997 t/m 14-02-1998 | Hitnotering: 13-12-1997 t/m 14-02-1998 | Hitnotering: 13-12-1997 t/m 14-02-1998 | Hitnotering: 13-12-1997 t/m 14-02-1998 | Hitnotering: 13-12-1997 t/m 14-02-1998 | Hitnotering: 13-12-1997 t/m 14-02-1998 |
| Week                                   | 1                                      | 2                                      | 3                                      | 4                                      | 5                                      | 6                                      | 7                                      | 8                                      | 9                                      |
| -------------------------------------- | -------------------------------------- | -------------------------------------- | -------------------------------------- | -------------------------------------- | -------------------------------------- | -------------------------------------- | -------------------------------------- | -------------------------------------- | -------------------------------------- |
| Nummer                                 | 64                                     | 62                                     | 58                                     | 55                                     | 56                                     | 54                                     | 55                                     | 59                                     | 74                                     |

### I Who Have Nothing (single)
| Hitnotering: 21-02-1998 t/m 21-03-1998 | Hitnotering: 21-02-1998 t/m 21-03-1998 | Hitnotering: 21-02-1998 t/m 21-03-1998 | Hitnotering: 21-02-1998 t/m 21-03-1998 | Hitnotering: 21-02-1998 t/m 21-03-1998 | Hitnotering: 21-02-1998 t/m 21-03-1998 |
| Week                                   | 1                                      | 2                                      | 3                                      | 4                                      | 5                                      |
| -------------------------------------- | -------------------------------------- | -------------------------------------- | -------------------------------------- | -------------------------------------- | -------------------------------------- |
| Nummer                                 | 77                                     | 83                                     | 86                                     | 87                                     | 95                                     |

### Gone Are the Days (single)
| Hitnotering: 13-06-1998 t/m 20-03-1998 | Hitnotering: 13-06-1998 t/m 20-03-1998 | Hitnotering: 13-06-1998 t/m 20-03-1998 |
| Week                                   | 1                                      | 2                                      |
| -------------------------------------- | -------------------------------------- | -------------------------------------- |
| Nummer                                 | 96                                     | 99                                     |

### Home Again (album) (BE)
| Hitnotering: (Week 1 t/m 13) 24-01-1998 t/m 18-04-1998 Hitnotering: (Week 14 t/m 17) 09-05-1998 t/m 30-05-1998 | Hitnotering: (Week 1 t/m 13) 24-01-1998 t/m 18-04-1998 Hitnotering: (Week 14 t/m 17) 09-05-1998 t/m 30-05-1998 | Hitnotering: (Week 1 t/m 13) 24-01-1998 t/m 18-04-1998 Hitnotering: (Week 14 t/m 17) 09-05-1998 t/m 30-05-1998 | Hitnotering: (Week 1 t/m 13) 24-01-1998 t/m 18-04-1998 Hitnotering: (Week 14 t/m 17) 09-05-1998 t/m 30-05-1998 | Hitnotering: (Week 1 t/m 13) 24-01-1998 t/m 18-04-1998 Hitnotering: (Week 14 t/m 17) 09-05-1998 t/m 30-05-1998 | Hitnotering: (Week 1 t/m 13) 24-01-1998 t/m 18-04-1998 Hitnotering: (Week 14 t/m 17) 09-05-1998 t/m 30-05-1998 | Hitnotering: (Week 1 t/m 13) 24-01-1998 t/m 18-04-1998 Hitnotering: (Week 14 t/m 17) 09-05-1998 t/m 30-05-1998 | Hitnotering: (Week 1 t/m 13) 24-01-1998 t/m 18-04-1998 Hitnotering: (Week 14 t/m 17) 09-05-1998 t/m 30-05-1998 | Hitnotering: (Week 1 t/m 13) 24-01-1998 t/m 18-04-1998 Hitnotering: (Week 14 t/m 17) 09-05-1998 t/m 30-05-1998 | Hitnotering: (Week 1 t/m 13) 24-01-1998 t/m 18-04-1998 Hitnotering: (Week 14 t/m 17) 09-05-1998 t/m 30-05-1998 | Hitnotering: (Week 1 t/m 13) 24-01-1998 t/m 18-04-1998 Hitnotering: (Week 14 t/m 17) 09-05-1998 t/m 30-05-1998 | Hitnotering: (Week 1 t/m 13) 24-01-1998 t/m 18-04-1998 Hitnotering: (Week 14 t/m 17) 09-05-1998 t/m 30-05-1998 | Hitnotering: (Week 1 t/m 13) 24-01-1998 t/m 18-04-1998 Hitnotering: (Week 14 t/m 17) 09-05-1998 t/m 30-05-1998 | Hitnotering: (Week 1 t/m 13) 24-01-1998 t/m 18-04-1998 Hitnotering: (Week 14 t/m 17) 09-05-1998 t/m 30-05-1998 | Hitnotering: (Week 1 t/m 13) 24-01-1998 t/m 18-04-1998 Hitnotering: (Week 14 t/m 17) 09-05-1998 t/m 30-05-1998 | Hitnotering: (Week 1 t/m 13) 24-01-1998 t/m 18-04-1998 Hitnotering: (Week 14 t/m 17) 09-05-1998 t/m 30-05-1998 | Hitnotering: (Week 1 t/m 13) 24-01-1998 t/m 18-04-1998 Hitnotering: (Week 14 t/m 17) 09-05-1998 t/m 30-05-1998 | Hitnotering: (Week 1 t/m 13) 24-01-1998 t/m 18-04-1998 Hitnotering: (Week 14 t/m 17) 09-05-1998 t/m 30-05-1998 | Hitnotering: (Week 1 t/m 13) 24-01-1998 t/m 18-04-1998 Hitnotering: (Week 14 t/m 17) 09-05-1998 t/m 30-05-1998 | Hitnotering: (Week 1 t/m 13) 24-01-1998 t/m 18-04-1998 Hitnotering: (Week 14 t/m 17) 09-05-1998 t/m 30-05-1998 |
| Week: | 1 | 2 | 3 | 4 | 5 | 6 | 7 | 8 | 9 | 10 | 11 | 12 | 13 | | 14 | 15 | 16 | 17 | |
| --- | --- | --- | --- | --- | --- | --- | --- | --- | --- | --- | --- | --- | --- | --- | --- | --- | --- | --- | --- |
| Positie: | 34 | 21 | 25 | 34 | 30 | 21 | 23 | 12 | 7 | 8 | 12 | 18 | 29 | uit | 41 | 41 | 39 | 41 | uit |